# Тёмная Москва (серия фильмов)
«Тёмная Москва» — серия немых бульварно-приключенческих фильмов Александра Гарина, Владимира Максимова и В.П. Касьянова поставленная на киностудии А.Дранкова.

## Список фильмов
1. 1915 — Дочь вора (не сохранился)
2. 1915 — Жертва Тверского бульвара
3. 1915 — Московский хитровский притон (не сохранился)
4. 1915 — Чёрная жемчужина (не сохранился)
5. 1915  — «В золотой паутине Москвы»
6. 1915 — «Московский волк»
7. 1916 — «В лапах жёлтого дьявола»